# مصعب ساسي
مصعب ساسي (مواليد 12 مارس 1990) لاعب كرة قدم تونسي يلعب كمهاجم .
لعب سابقاً في النجم الساحلي والنادي البنزرتي والنادي الصفاقسي وحمام الأنف وشبيبة القيروان ونادي حطين السعودي ونادي النهضة السعودي.

## روابط خارجية
- مصعب ساسي على موقع قاعدة بيانات كرة القدم.إي يو (الإنجليزية)
- مصعب ساسي على موقع Soccerway.com (الإنجليزية)
- مصعب ساسي على موقع كووورة